# Amenirdis I
Amenirdis I var en fornegyptisk prästinna. Hon var Guds Maka till Amon, Amons översteprästinna i Thebe, under 714-700 f.Kr. 
Hon efterträdde Shepenupet I, och efterträddes av Shepenupet II. 
Nedslagskratern Amenardes på planeten Venus är uppkallad efter henne.